# إنتاج كتب

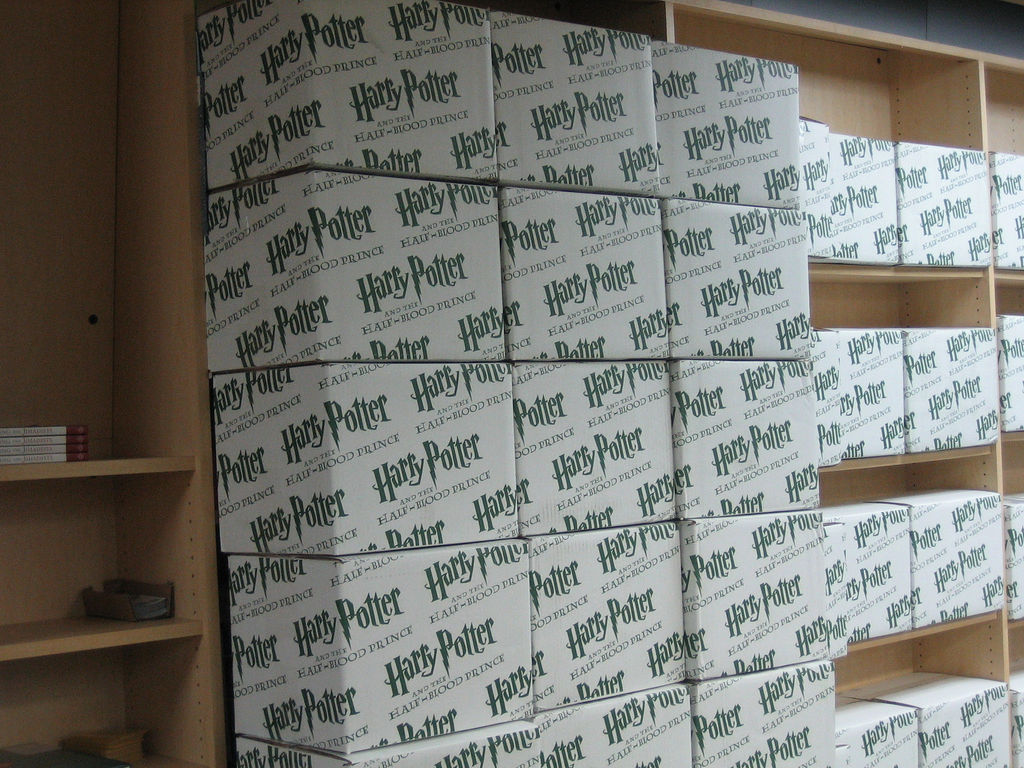
صناديق تحوي كتب رواية هاري بوتر

إنتاج الكتب (أو تصنيع الكتب) عبارة عن نشاط يتعلق بالنشر تلجأ خلاله الشركات إلى إسناد أداء عدد ضخم من المهام المختصة بجمع الكتابة والبحث والتحرير والرسوم التوضيحية وأيضًا الطبع إلى شركات خارجية تسمى شركة إنتاج كتب. بمجرد انتهاء شركة إنتاج الكتب من تصنيع الكتاب، تبيعه مباشرة إلى شركة النشر النهائية.
بهذا الترتيب تعمل شركة إنتاج الكتب كوسيط بين شركة النشر من جانب والمؤلفين والباحثين والمحررين وجهات الطبع التي تصمم الكتاب وتصنعه على الجانب الآخر. وبهذا يمزج القائمون بإنتاج الكتب بين أدوار الوكيل والمحرر والناشر. ويشيع إنتاج الكتب في سوق الخيال الفني، خاصة بالنسبة للكتب التي تستهدف القراء المراهقين والذين لم يبلغوا بعد سن المراهقة وأيضًا يشيع في سوق الإصدارات المشتركة للأعمال الواقعية المصورة.

## نموذج الأعمال
تلجأ شركات النشر إلى الخدمات التي تقدمها شركات إنتاج الكتب إذا كانت شركة النشر لا تمتلك الموارد الداخلية التي تنجز المشروع. وهناك سببان رئيسيان يدفعان دور النشر إلى استئجار شركة إنتاج كتب: الكتب التي تستلزم قدرًا كبيرًا من العمل (الكتب المحتوية على رسوم توضيحية أو صور أو الكتب التي تستلزم تنسيق المحتوى الذي كتبه عدد من المؤلفين أو الكتب المستحدثة مثل كتب البستنة التي تحتوي على حزم بذور) والكتب المصدرة في سلسلة متوالية (مثل سلاسل كتب، نانسي درو (Nancy Drew) وأعلى وادي سويت (Sweet Valley High) وصرخة الرعب وفور دوميز (For Dummies).
في كثير من الحالات يُنظر للكتاب في البداية كمفهوم تسويق، ثم يُستأجر المؤلف لتأليف الكتاب على أساس العمل مقابل الاستئجار. في بعض الأحيان تستخدم شركات إنتاج الكتب شخصًا مشهورًا يتمتع باسم تسويقي ذائع الصيت وتنسب إليه العمل، بينما تستأجر كاتبًا خفيًا محترفًا لتأليف معظم الكتابات والبحث والتحرير.
يعد تغليف الكتب إستراتيجية شائعة بين صغار الناشرين في مختلف الأسواق الإقليمية حيث تكون الشركة أول من اشترى حقوق الملكية الفكرية وتبيع مجموعة كتب لناشرين آخرين وتحصل على عائد فوري على رأس المال المستثمر. في واقع الأمر غالبًا ما يطبع الناشر الأول نسخًا تكفي جميع الأقاليم وبهذا يحصل على أقصى كمية خصومات على الطبعات الصادرة بالنسبة لجميع النسخ.

## الأتعاب ونسبة العمل إلى المؤلف
بينما كان قطاع إنتاج الكتب غير معروف كثيرًا خارج عالم النشر، إلا أنه يوفر وظائف للمؤلفين بالقطعة والرسامين خاصة هؤلاء الذين لديهم الرغبة أن يعملوا كتّابًا خفيين دون ذكر أسمائهم بالكتب. معظم الشركات التي تعمل بإنتاج الكتب تدفع سعرًا ثابتًا مقابل المخطوطات يتراوح بين عدة آلاف من الدولارات ودولار واحد للكلمة. ولكن لا تدفع معظم شركات إنتاج الكتب عوائد الملكية الفكرية مما يعني أنه حتى إذا ما حققت رواية كتبها مؤلف خفي أعلى مبيعات، فلن يحصل المؤلف على أي دفع إضافي.
غالبًا ما يعمل المؤلفون والمبدعون العاملون لدى شركات إنتاج الكتب دون ذكر أسمائهم مثل الكتاب الخفيين، فهم يندرجون تحت اسم شركة الإنتاج ("فريق الكتاب لدينا") أو تحت اسم قلمي. وفي بعض الأحيان ينسب العمل إلى كاتب آخر مثل، شخص مشهور والذي يدفع له مقابل نسبة العمل إليه كطريقة لرفع نسبة المبيعات.

## نماذج بارزة
- ستراتيمايَر سينديكيت (Stratemeyer Syndicate) - أول شركة إنتاج أمريكية استهدفت الأطفال وحققت نجاحًا كبيرًا في باكر القرن العشرين.
- بايرون بريس (Byron Preiss)

## وصلات خارجية
- International Herald-Tribune story: Teen-lit 'packages': Forget the young writer in a garret
- Slate story: I Coulda Been a Pretender